# Alessandro Dalla Nave
Alessandro Dalla Nave (Budrio, 1732/1736 – Imola, 1821) è stato un pittore italiano.

## Biografia
Nato a Budrio, nel Bolognese, nel 1754 si trasferì ad Imola.
Della sua attività di pittore le sue opere si trovano nello Stato Pontificio e, in particolare, in Romagna. Fondo una scuola di pittura presso il convento di Sant'Agata Feltria.
I suoi lavori avvenivano anche su commissioni di privati e famiglie nobiliari. Visse il suo momento migliore a Imola durante la stagione di rinnovamento edilizio cittadino, che si estese dagli anni 1770 all'invasione napoleonica. Condivise alcuni decenni d'intensi lavori sui ponteggi a fianco dell'architetto Cosimo Morelli e avvalendosi di allievi e collaboratori fidati, come Angelo Gottarelli. Pittore di fiducia di Morelli, decorò palazzi pubblici e privati in città della Romagna e delle Marche (Teatro di Macerata). 
Ad Imola, gli furono affidate, tra l'altro, la decorazione del Palazzo comunale, dell'Oratorio di Santa Caterina e della Chiesa del Carmine. Affrescò per la chiesa dell'Osservanza una boschereccia nel refettorio.
Nel 1790 fu nominato accademico d'onore presso l'Accademia Clementina di Bologna da Vincenzo Mazzi e Petronio Fancelli in qualità di pittore quadrista.. Concluse la sua vita professionale come insegnante del Ginnasio imolese.
Morì a Imola nel novembre del 1821 è sepolto nella parrocchia di San Domenico.